# Bodenklimazahl (Deutschland)
Die Bodenklimazahl ist in Deutschland eine betriebswirtschaftliche Vergleichszahl, die angibt, in welchem Verhältnis der natürliche Ertragswert eines landwirtschaftlichen Betriebs zu dem der Spitzenbetriebe steht. Sie errechnet sich aus der Summe der Ertragsmesszahlen eines Betriebs geteilt durch seine gesamte bewirtschaftete Fläche.
In Österreich ist die Bodenklimazahl vergleichbar der deutschen Bodenwertzahl.